# Rock Cup 2024-25
La Rock Cup 2024-25 fue la edición número 68 de la copa de fútbol de Gibraltar. Fue disputada por doce equipos de la Gibraltar Football League 2024-25 y un equipo de la Liga Intermedia de Gibraltar 2024-25.
El torneo empezó el 1 de febrero de 2025 con los partidos de la primera ronda y terminó con la final el 30 de marzo del mismo año.
El campeón garantizó un cupo en la primera ronda de la Liga Conferencia de la UEFA 2025-26.

## Primera ronda
| Equipo 1     | Resultado      | Equipo 2        | Fecha                | Estadio                 |
| ------------ | -------------- | --------------- | -------------------- | ----------------------- |
| Mons Calpe   | 0:0 (4-2 pen.) | Europa          | 1 de febrero de 2025 | Estadio de Punta Europa |
| Lynx         | 3:5            | Manchester 62   | 1 de febrero de 2025 | Estadio de Punta Europa |
| St Joseph's  | 5:0            | College 1975    | 2 de febrero de 2025 | Estadio de Punta Europa |
| Europa Point | 0:4            | Bruno's Magpies | 2 de febrero de 2025 | Estadio de Punta Europa |

## Cuartos de final
| Equipo 1         | Resultado      | Equipo 2        | Fecha                 | Estadio                 |
| ---------------- | -------------- | --------------- | --------------------- | ----------------------- |
| Bruno's Magpies  | 17:0           | Hound Dogs      | 15 de febrero de 2025 | Estadio de Punta Europa |
| St Joseph's      | 1:1 (2-4 pen.) | Lions Gibraltar | 15 de febrero de 2025 | Estadio de Punta Europa |
| Lincoln Red Imps | 3:0            | Mons Calpe      | 16 de febrero de 2025 | Estadio de Punta Europa |
| Manchester 62    | 7:2            | Glacis United   | 16 de febrero de 2025 | Estadio de Punta Europa |

## Semifinales
| Equipo 1        | Resultado | Equipo 2         | Fecha              | Estadio                 |
| --------------- | --------- | ---------------- | ------------------ | ----------------------- |
| Bruno's Magpies | 2:1       | Lincoln Red Imps | 1 de marzo de 2025 | Estadio de Punta Europa |
| Lions Gibraltar | 2:1       | Manchester 62    | 2 de marzo de 2025 | Estadio de Punta Europa |

## Final
| 29 de marzo de 2025 | Lions Gibraltar | 1:3 (1:2) | Bruno's Magpies                          | Estadio de Punta Europa, Gibraltar |                           |
| 15:00               | Dulleck 23'     | Reporte   | - Juanje 12' - Del Rio 16' - Borge 90+5' | Árbitro(s): Jason Barcelo          | Árbitro(s): Jason Barcelo |

## Goleadores
- Actualizado el 29 de marzo de 2025.

| Pos. | Jugador        | Equipo          | Goles |
| ---- | -------------- | --------------- | ----- |
| 1    | Carlos García  | Bruno's Magpies | 5     |
|      | Javi Forján    | Bruno's Magpies | 5     |
|      | Dylan Borge    | Bruno's Magpies | 5     |
| 4    | Samu Benítez   | Manchester 62   | 4     |
| 5    | Marco Farisato | Lynx            | 3     |
|      | Julian Del Rio | Bruno's Magpies | 3     |